# Cotton Club (film)
Cotton Club (ang. The Cotton Club) – amerykański dramat kryminalny z 1984 roku w reżyserii Francisa Forda Coppoli, zrealizowany na podstawie powieści Jima Haskinsa.
Inspirowana autentycznymi wydarzeniami opowieść o walce pomiędzy czarnymi i białymi gangsterami o wpływy w Harlemie, koncentrująca się wokół legendarnego nowojorskiego klubu nocnego – Cotton Clubu.

## Obsada
- Richard Gere – Michael „Dixie” Dwyer
- Gregory Hines – Delbert „Sandman” Williams
- Diane Lane – Vera Cicero
- Lonette McKee – Lila Rose Oliver
- Bob Hoskins – Owney Madden
- James Remar – Dutch Schultz
- Nicolas Cage – Vincent Dwyer
- Allen Garfield – Otto Berman
- Fred Gwynne – Frenchy Demange
- Gwen Verdon – Tish Dwyer
- Julian Beck – Sol Weinstein
- Joe Dallesandro – Charles „Lucky” Luciano
- Larry Fishburne – Bumpy Rhodes
- Tom Waits – Irving Starck
- John P. Ryan – Joe Flynn
- Jennifer Grey – Patsy Dwyer
- Woody Strode – Holmes
- Diane Venora – Gloria Swanson
- Bill Cobbs – Big Joe Ison
- Rosalind Harris – Fanny Brice
- Mark Margolis – Charlie Workman
- Larry Marshall – Cab Calloway